# Ghiacciaio di Montandayné
Il ghiacciaio di Montandayné si trova sul versante nord-ovest del massiccio del Gran Paradiso, nell'alta Valsavarenche, in territorio valdostano. È contornato in alto dalle vette della becca di Montandayné (3838 m), della punta Budden (3683 m) e del Piccolo Paradiso (3923 m).
La sua estensione misura 160 ettari. Le sue caratteristiche principali sono: lunghezza 1,3 km., larghezza 1,5 km., esposizione nord-ovest, inclinazione media 23°, quota massima 3800 metri, quota minima 3100 metri.